# Rhigozum somalense
Rhigozum somalense là một loài thực vật có hoa trong họ Chùm ớt. Loài này được Hallier f. miêu tả khoa học đầu tiên năm 1903.